# Елайджа Віннінґтон
Елайджа Віннінґтон (англ. Elijah Winnington, 5 травня 2000) — австралійський плавець. Бронзовий призер Олімпійських ігор 2020 року, чемпіон світу 2022 року. Переможець Ігор Співдружності 2018 року. Призер Чемпіонату світу з плавання серед юніорів 2017 року.